# NGC 571
NGC 571 è una galassia a spirale situata nella costellazione dei Pesci a una distanza di poco superiore ai 210 milioni di anni luce dalla nostra Via Lattea.

## Descrizione
La galassia presenta una larga riga a 21 cm dell'idrogeno neutro.
Data la sua luminosità superficiale pari a 14,27, NGC 571 può essere classificata come una galassia a bassa luminosità superficiale (nella letteratura in lingua inglese abbreviata in LSB, acronimo di Low Surface Brightness). Le galassie LSB sono galassie di tipo diffuso (D) con una luminosità superficiale inferiore di almeno una magnitudine a quella del cielo notturno circostante.

## Scoperta
NGC 571 è stata scoperta il 1 ottobre 1864 dall'astronomo tedesco Heinrich d'Arrest.

## Gruppo di NGC 507
NGC 571 fa parte del Gruppo di NGC 507, un vasto raggruppamento che comprende almeno 42 galassie, 21 delle quali figurano nel New General Catalogue (NGC) e 5 nell'Index Catalogue (IC). Quattro membri di questo gruppo sono anche inclusi tra le galassie di Markarian. La  galassia più luminosa del gruppo è NGC 507, mentre la più estesa è NGC 536.